# Zuydcoote

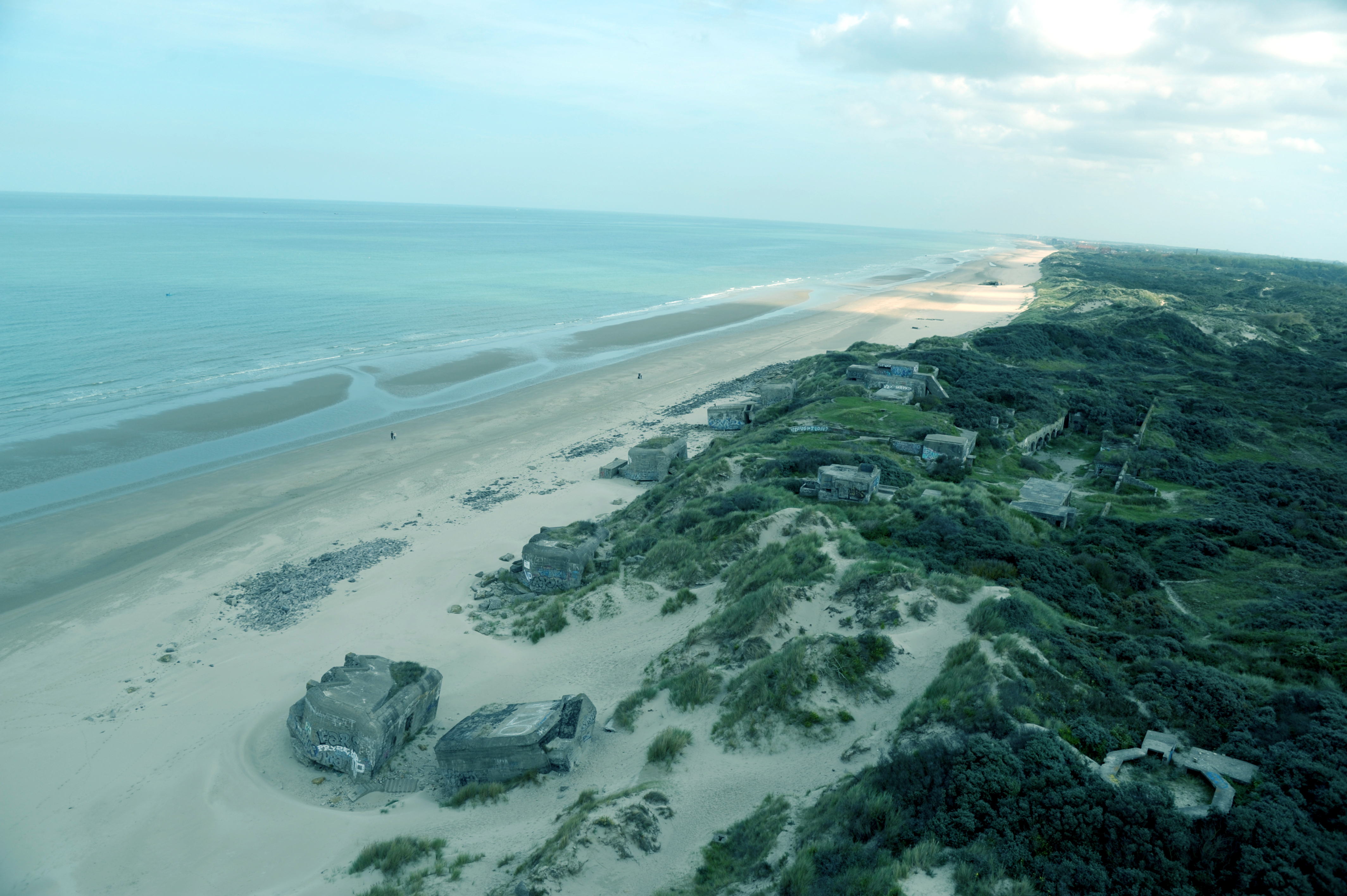
Cazematele din Al Doilea Război Mondial de pe plaja Zuydcoote

Zuydcoote este o comună în departamentul Nord, Franța. În 1 ianuarie 2022 avea o populație de 1.608 de locuitori.